# Devil Pray
«Devil Pray» es una canción de la cantante estadounidense Madonna, incluida en su decimotercer álbum de estudio, Rebel Heart. Fue escrita y producida por la propia artista junto a Avicii, DJ Dahi y BloodPop, con aportes adicionales de Arash Pournouri, Carl Falk, Rami Yacoub y Savan Kotecha. En las primeras fases del disco, su mánager la animó a colaborar con Avicii y su equipo de compositores. De esta unión surgieron siete temas, entre ellos este, que nació de la intención de Madonna de explorar sus vivencias con las drogas y su búsqueda espiritual. La letra aborda temas como la drogodependencia, el pecado, la tentación y el anhelo de redención.
Musicalmente, se trata de una pieza de techno y folk con tintes de country pop, cuyo estilo es similar tanto a su sencillo «Don't Tell Me» como a trabajos previos de Avicii, e incluso a la versión de The Animals del tema tradicional «The House of the Rising Sun». La crítica especializada elogió ampliamente la producción musical y la carga introspectiva de la letra, aunque algunos señalaron de forma negativa la enumeración explícita de drogas en el estribillo. Tras su lanzamiento como pista disponible por preorden de Rebel Heart, logró ingresar en listas de varios países europeos, alcanzando el top 25 en Finlandia, Grecia, Hungría y el Líbano. Madonna presentó la canción en el programa italiano de televisión Che tempo che fa, con una puesta en escena simbólica, y la incluyó también en el repertorio de su gira Rebel Heart Tour.

## Antecedentes y lanzamiento
Madonna y el DJ sueco Avicii se conocieron en 2012, cuando la cantante participó en el Ultra Music Festival para presentar una remezcla de su sencillo «Girl Gone Wild», producido por él. El 7 de marzo de 2014, publicó en su cuenta de Instagram una fotografía suya con la leyenda: «Haciendo tareas domésticas antes de ir al estudio con Avicii». Una semana después, compartió más imágenes junto al productor y su equipo, asegurando que habían creado «muchas canciones geniales». En una entrevista con el ilusionista David Blaine para la revista Interview, Madonna explicó el significado detrás de «Devil Pray»:

Habla sobre cómo la gente consume drogas para conectarse con Dios o alcanzar un nivel superior de conciencia. Sigo diciendo: «conectarse con la matrix». Si te drogas, puedes lograrlo, por eso muchas personas toman ácido o estupefacientes, porque quieren acercarse a Dios. Pero se produce un cortocircuito, y esa es la ilusión de las drogas: te hacen creer que te estás acercando a Él, pero al final te matan. Te destruyen. Yo lo probé todo una vez, pero tan pronto como me drogaba, me pasaba el tiempo bebiendo litros de agua para sacarlo de mi organismo. Era como «está bien, ya terminé»

En la misma entrevista, Madonna aclaró que la canción no fue escrita pensando en una persona en particular, sino que simplemente compartía sus vivencias personales. En un artículo publicado por Rolling Stone, defendió la «exploración personal intensa» como alternativa al consumo de drogas. Consultada sobre la posibilidad de que el tema fuera malinterpretado como una apología al uso de sustancias, respondió: «Ciertamente no estoy juzgando a quienes se drogan ni diciendo “no consumas drogas”; sin embargo, digo que puedes hacer todas esas cosas para intentar conectarte con un nivel superior, pero al final vas a estar perdido. Las personas que se drogan también están intentando, instintivamente, alcanzar un estado más elevado de conciencia, pero lo hacen de una manera que no les va a sostener en el tiempo».
Una maqueta de «Devil Pray» se filtró en Internet en diciembre de 2014, junto con otras doce del álbum en preparación. Ante esta situación, el 20 de diciembre Madonna lanzó Rebel Heart en preventa digital, como respuesta directa a las filtraciones. Al realizar la compra anticipada, seis canciones se descargaban automáticamente, entre ellas «Devil Pray». La artista declaró que estos temas eran un «regalo anticipado de Navidad» y añadió que prefería que sus seguidores escucharan versiones terminadas de algunas canciones, en lugar de las grabaciones inacabadas que estaban circulando en línea.

## Grabación y composición

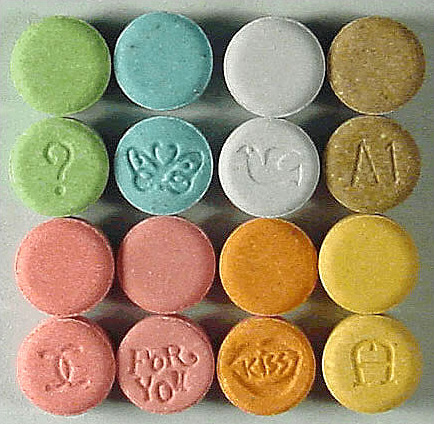
La letra es sobre el cosumo de drogas psicoactivas como el éxtasis.

«Devil Pray» fue escrita y producida por Madonna, Avicii, DJ Dahi y BloodPop, con la colaboración adicional de Savan Kotecha, Carl Falk, Rami Yacoub y Arash Pournouri en la composición. Avicii y Falk también estuvieron a cargo de los teclados y la programación, mientras que este último añadió partes de guitarra. Las sesiones de grabación y mezcla contaron con el trabajo de Angie Teo, y Demacio «Demo» Castellon se desempeñó como ingeniero y mezclador principal. Musicalmente, la canción ha sido descrita como una pieza de tempo medio, melancólica y semiacústica, con elementos de techno-folk, pop acústico con matices electrónicos y una atmósfera cercana al estilo country. Su sonido fue calificado como «lite-EDM» y «electro vaquero con guitarra acústica». Su estilo ha sido comparado con el del sencillo «Don’t Tell Me» de la propia Madonna, debido a sus matices country pop, y también con la versión de The Animals del tema tradicional «The House of the Rising Sun», por su tono «bluesero».
Líricamente, aborda temas como la adicción, el pecado, la tentación y la búsqueda de redención espiritual. Según Amy Pettifer, de The Quietus, Madonna se presenta como una devota en busca de una forma más oscura de oración. En el estribillo, se enumeran una serie de drogas y formas de evasión con un tono de advertencia, a través de versos como: “And we can do drugs, and we can smoke weed, and we can drink whiskey / Yeah, we can get high, and we can get stoned / And we can sniff glue, and we can do E, and we can drop acid”. En la segunda estrofa, la letra refleja una toma de conciencia espiritual, cuando la cantante expresa: “Mother Mary, can't you help me? / 'Cause I've gone astray / All the angels that were around me / Have all flown away”, seguida de una advertencia: “Lucifer is near”. A lo largo del tema, Madonna sugiere que, aunque las drogas pueden ofrecer un alivio momentáneo, no conllevan ningún beneficio real para quien las consume. Así lo expresa en versos como: “Yeah, we can run and we can hide / But we won't find the answers”, para luego invitar a buscar ayuda con el propósito de hacer que «el mal rece» (“And make the devil pray”). Hacia el final de la canción, una voz distorsionada se une a la súplica por la salvación del alma: “Ooh, save my soul, save my soul, save my / Devil's here to fool ya”, mientras un «lecho de samples guturales y orgásmicos se eleva en la mezcla» junto a «cien pequeñas voces de Madonna en un abismo coital».

## Comentarios de la crítica
«Devil Pray» recibió críticas mayoritariamente positivas por parte de la prensa especializada. Jim Farber, del New York Daily News, destacó su conexión con el estilo del sencillo «Don't Tell Me» y con el contenido lírico y ritmo melancólico de «The House of the Rising Sun», elogiando además la inclusión de un «pulso house» que añadía un atractivo adicional. De manera similar, Bernard Zuel, del The Sydney Morning Herald, subrayó el parecido de la melodía con el tema tradicional, definiéndola como una canción «de guitarra acústica con estética de vaquero electrónico». Matthew Jacobs, del HuffPost, señaló que la intérprete evocaba su «paleta dance más tradicional», mientras que Jamieson Cox, de Time, celebró su potencial comercial al afirmar que «podría encajar perfectamente en la radio junto a los éxitos británicos de house pop del año y el propio “Hey Brother” de Avicii». Por su parte, Andy Gill, de The Independent, interpretó el tema como un eco de los momentos más destacados de la carrera de Madonna, especialmente de «Like a Prayer», mientras que Gavin Haynes, de NME, lo consideró reminiscente del sencillo «Aura» de Lady Gaga por su «melodía loca y bailable».
Stephen Thomas Erlewine, de AllMusic, seleccionó la canción como una de las mejores del disco, y la calificó como «una evocación experta de su folktrónica Y2K». En la misma línea, Caryn Ganz, de Rolling Stone, señaló que Avicii contribuía a revivir la combinación de «rasgueos y beats» presente en el álbum Music. Sal Cinquemani, de Slant Magazine, fue más allá al considerarla «su mejor canción en quince años», y elogió su capacidad para «reimaginar a The Animals como una banda de folktrónica con tendencias witch house», subrayando además sus reflexiones sobre la salvación y los peligros existenciales de las drogas, todo sobre un inesperado groove de baja frecuencia. Annie Zaleski, de The A.V. Club, también la destacó como uno de los puntos altos del álbum, describiéndola como una súplica «irresistible, teñida de góspel y guitarra acústica, por la salvación y la guía divina frente a tentaciones como las drogas». Sasha Geffen, de Consequence, la consideró uno de los mejores lanzamientos de Madonna en años, con un estribillo «de los más potentes en décadas». Elogió especialmente el tratamiento vocal, afirmando que «la voz de Madonna se desplaza con un eco fantasmal —y a diferencia de los beats de “Bitch I'm Madonna”, la producción encaja a la perfección». En su análisis, también reconoció el contraste entre el tema del consumo descontrolado de sustancias y un «profundo anhelo de purificación y orientación espiritual». Por su parte, Saeed Saeed, de The National, también notó similitudes con la versión de The Animals de «The House of the Rising Sun», y la valoró como una canción country dance más lograda que la versión que la cantante hizo de «American Pie» de Don McLean.
Sin embargo, algunas críticas se centraron en la lista de drogas mencionada en el estribillo. Chris Richards, de The Washington Post, cuestionó que «las letras de Rebel Heart parecen casi violentamente reacias a la sabiduría», tomando como ejemplo el «menú de sustancias intoxicantes» enumeradas en la canción y preguntándose: «¿Cuál ayudará mejor a olvidar que esto está ocurriendo?». Andrew Unterberger, de Spin, también se refirió a dicha enumeración, y consideró que hacía que «Devil Pray» sonara «como un anuncio de servicio público de mediados de los ochenta». Jessica Hopper, de Pitchfork, describió la lista como «una cosa extraña, tierna y cómica», pero criticó que el resultado final era «una aburrida canción de estadio con pulsaciones EDM livianas sobre buscar la sobriedad o a Dios con mayúscula». Añadió además que se trataba de «un cliché de Madonna haciendo de Madonna», lo cual —a su juicio— era una de las principales debilidades del álbum. Por su parte, Alexis Petridis, de The Guardian, fue crítico con la producción del tema al señalar que se trataba de «un intento bastante transparente de Avicii por replicar algo en la línea de su éxito “Wake Me Up”».

## Desempeño comercial
Tras su lanzamiento junto con otras cinco canciones del álbum el 20 de diciembre de 2014, «Devil Pray» logró posicionarse en diversas listas musicales europeas. Alcanzó el top diez en Grecia y Hungría, donde se ubicó en los puestos 9 y 10 respectivamente. También ingresó en el top veinte en Finlandia (16), Suecia (14) y el Líbano (18). En España, llegó al puesto 50, siendo el tema del disco con menor rendimiento en dicha lista. En Francia, por el contrario, se convirtió en el tercer sencillo más exitoso del disco —por detrás de «Living for Love» y «Ghosttown», los dos sencillos oficiales—, alcanzando la posición 62 con más de 800 descargas digitales registradas.

## Presentaciones en directo
Madonna interpretó «Devil Pray» por primera vez el 1 de marzo de 2015 en el programa de televisión italiano Che tempo che fa, junto con «Ghosttown», el segundo sencillo de Rebel Heart. «Devil Pray» también formó parte del repertorio de la gira Rebel Heart Tour. Tras la actuación de «Holy Water» combinada con «Vogue», inspirada en la La última Cena, Madonna descendía al escenario central para interpretar la canción, durante la cual montaba sobre uno de sus bailarines —vestido como sacerdote— y participaba en una competencia de baile con el resto del elenco. Jordan Zivitz, del Montreal Gazette, calificó la presentación como «provocadora». Previamente, la canción también se había utilizado en vídeos promocionales relacionados con los ensayos de la gira y entrevistas al equipo de bailarines.

## Posicionamiento en listas
| Lista (2014-2015)                     | Mejor posición |
| ------------------------------------- | -------------- |
| Finlandia (Latauslista)               | 16             |
| Francia (SNEP)                        | 62             |
| Greece Digital Songs (Billboard)      | 9              |
| Hungría (Single Top 40)               | 10             |
| Líbano (The Official Lebanese Top 20) | 18             |
| España (Top 100 Canciones)            | 50             |
| Suecia (DigiListan)                   | 14             |
| Suiza (Schweizer Hitparade)           | 59             |